# Mary Marquet

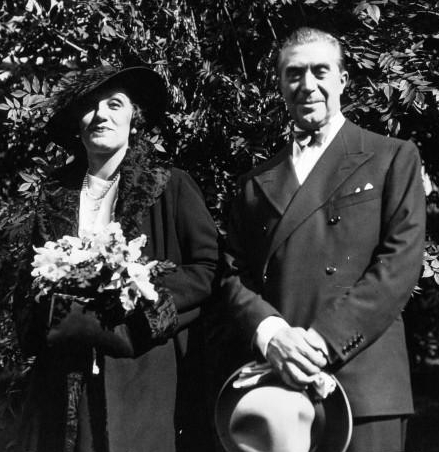
Mary Marquet mit ihrem Ehemann Victor Francen (1934)

Mary Marquet (* 14. April 1895 in Sankt Petersburg; † 29. August 1979 in Paris) war eine französische Schauspielerin.

## Leben
Die in Petersburg geborene Mary Marquet entstammt einer Künstlerfamilie, ihre Tante Delphine gehört der Comédie-Française an. Marquet wird selbst Mitglied an der Comédie-Française und debütiert 1914 im Stummfilm. 1915 wird sie die Geliebte von Edmond Rostand, die Verbindung besteht drei Jahre bis zu dessen Tod. Ihre markante Stimme ist erstmals auf der Leinwand 1932 in der Hauptrolle von Sapho zu hören. Ihre nächste Filmrolle bekommt sie erst 1949 in Interdit au public.
Berühmt wird sie im Kino Ende der 1950er mit ihren Altersrollen. Ihre bekannteste Rolle ist Catherine Deneuves Schwiegermutter in Jean-Paul Rappeneaus Filmkomödie Leben im Schloß (1966): Als dominante Mutter von Philippe Noiret zofft sie sich mit Deneuves Filmvater Pierre Brasseur in einem von Deutschen besetzten Schloss. Im Komödiengenre unter anderem in Gérard Ourys Drei Bruchpiloten in Paris neben Bourvil und Louis de Funès. In Erinnerung auch als eines der zahlreichen Mordopfer Charles Denners in Claude Chabrols schwarzer Komödie Der Frauenmörder von Paris: Bevor sie als alberne Madame Guillin ihren Vorgängerinnen in den Kamin folgt, beschmiert sie den angewiderten Denner in einer köstlichen Szene in törichtem Liebestaumel mit Marmelade.
Die 1970er feiern Marquet: 1971 spielt Mary Marquet die Claire Zachanassian in der TV-Verfilmung von Friedrich Dürrenmatts Der Besuch der alten Dame.  Bernard Toublanc-Michel gab ihr 1975 die Rolle der Matriarchin in Das maliziöse Vergnügen, Federico Fellini besetzte sie 1976 als Casanovas Großmutter neben Donald Sutherland in Fellinis Casanova. Es war vor dem 1977 entstandenen Möwen mit weißen Schwingen ihre letzte Rolle.
Zeitweise war Mary Marquet Poesielehrerin in den Kursen von Jean-Laurent Cochet am Théâtre Edouard VII in Paris, wo sie unter anderem Claude Jade, ihre spätere Filmpartnerin in Le malin plaisir, unterrichtete.

## Filmografie (Auswahl)
- 1954: Versailles – Könige und Frauen (Si Versailles m’était conté)
- 1960: Auch Stehlen will gelernt sein (Arsène Lupin contre Arsène Lupin)
- 1960: Affäre Nabob (Au voleur!)
- 1963: Der Frauenmörder von Paris (Landru)
- 1966: Leben im Schloß (La Vie de château)
- 1966: Blüten, Gauner und die Nacht von Nizza (Le Jardinier d’Argenteuil)
- 1966: Drei Bruchpiloten in Paris (La Grande vadrouille)
- 1973: Das wilde Schaf (Le Mouton enragé)
- 1974: La Merveilleuse visite – Regie: Marcel Carné
- 1975: Das böse Vergnügen (Le Malin plaisir)
- 1976: Operation Lady Marlène – Regie: Robert Lamoureux
- 1976: Fellinis Casanova (Casanova di Federico Fellini)